# Vratno vretence
Vratna vretenca (latinsko vertebrae cervicales) predstavljajo sedem vretenc v vratu, ki sestavljajo okostje vratu (vretenca C1–C7). Sestavljajo zgornji del hrbtenice. Zgoraj nosijo lobanjo, spodaj pa se nadaljujejo v prsna vretenca (vertebrae thoracicae). 
V primerjavi s prsnimi in križnimi vretenci so manjša. Poleg tega imajo določene posebnosti v zgradbi: 
- Telo vratnega vretenca je nizko in prečno ovalno. Ima konkavno zgornjo površino in konveksno spodnjo.
- Stranski odrastek (processus transversus) je predrt. Tako nastane odprtina (foramen transversarium). Skozi te odprtine potekata vertebralna arterija (arteria vertebralis) in vertebralna vena (vena vertebralis).
- Vretenčna odprtina (foramen spinale) je trikotaste oblike.
- Zadajšnji trnasti odrastki (processus spinosus) so kratki in razcepljeni. Trn sedmega vratnega vretenca je ponovno dolg in ga zato zlahka zatipamo.

### Nosač ali atlas
Je prvo vratno vretence, ki je v stiku z lobanjo. Ima značilno zgradbo, zato ga zlahka prepoznamo. Njegova glavna značilnost je, da nima telesa vretenca. Telo se namreč spoji s telesom drugega vratnega vretenca in postane zob (dens). Zaradi tega tudi ni medvretenčne ploščice med prvim in drugim vretencem.
Atlas tako gradita dva loka – sprednji (arcus anterior) in zadajšnji lok (arcus posterior). Loka sta ob straneh spojena z zadebelitvijo (massa lateralis), ki je zgoraj v stiku z lobanjo, spodaj pa z drugim vratnim vretencem. Sprednji lok je krajši in ima zadaj sklepno gladčino za zob (fovea dentis). Zadajšnji lok je zgoraj, tik za obstransko zadebelitvijo, izžlebljen (sulcus arterie vertebralis). Žleb je namenjen vratni arteriji in prvemu vratnemu živcu.

### Okretač ali aksis (epistropheus)
Je drugo vratno vretence, ki v razvoju dobi posebnost v zgradbi, in sicer zob (dens), ki se spoji s telesom vretenca. Zob ima spredaj sklepno gladčino za atlas (facies articularis anterior).